# Nemzeti Trip
A Nemzeti Trip - A legvidámabb barakk (HalluciNation) Halmos Ádám és Horváth Réka 2020-ban készült áldokumentumfilmje.
Minden, amit hallunk, vélemény, nem tény,
és minden, amit látunk, nézőpont, nem a valóság.

## Cselekmény
1956, Budapest. A forradalom egyértelmű jelzés a hatalom számára, hogy a magyar nép nem kér az elnyomó kommunista rezsimből, a vörös terrorból, és a Szovjetuniótól való függésből. Bár a népfelkelést leverik, és Kádár végül eléri célját, ami a párt első titkári posztját jelenti, hatalmas problémákkal kell szembenéznie rövid időn belül, amelyeknek megoldatlansága nem csupán hatalma, de a kommunizmus végét is jelentené. A megoldásnak pedig rettentő gyorsnak és hatékonynak kell lennie, különben az indulatok újra és újra felszínre törhetnek a forrongó nép szívében. 
Mindeközben az ifjú, karrierista zseni, Piszlauer Kálmán, a budaújlaki vízmű klórozásért felelős vezető kémikusa egyre feljebb és feljebb lépked a ranglétrán. A forradalom közbeni harcoktól messze, a vízműben dolgozva vészeli át az időszakot, ám egy napon főnöke titkos találkozó keretében Kádár János elé vezeti, ahol lendületes munkája elismeréseként újabb fontos pozícióra léptetik elő. Az új kormány a tudományt szeretné segítségül hívni, és a világtörténelem során végrehajtott legnagyobb emberkísérletet elvégezni egy lángokban álló országon. A terv pedig a következő: az úgynevezett mikrodózis nevű adagolási technikával felváltani a víztisztítás során elhagyható folyamatot, a klórral történő utókezelést, és helyette kis mennyiségű LSD-t adagolni az addigra teljesen kiépített budapesti ivóvízhálózatba. Bár nagy mennyiségben a szer hallucinációkat, tudathasadást okozhat, kis mennyiségben történő rendszeres fogyasztása esetén egészen máshogy viselkedik a kémiai anyag. A használója motiváltabbá, hosszútávon boldogabbá, és fókuszáltabbá válhat: pont olyanná, amilyennek egy elnyomó kommunista rendszernek szüksége van. 
Ugyan a köznyelv szerint Kádár a forradalom utáni hónapokat a szovjet tankokkal körülvett Parlamentben töltötte, ám a kamera elé ülő Gacsal Lujza - Kádár János titkárnője - ezt megcáfolja: az első titkár rengeteg időt tölt ezalatt Svájcban, egy bizonyos Albert Hoffmann - az LSD feltalálójának - társaságában, ahol próbálták megérteni a szer pontos működését. Kádárék meg is kezdik a műveletet - természetesen a legnagyobb titokban -, melynek a fiatal Piszlauer lesz az irányítója. A feladat nem kicsi, mindössze fél év alatt kell egy meggyötört népből és országból a “legvidámabb barakk”-ot varázsolni, melynek főpróbája az 1957-es májusi felvonulás lesz. A kísérlet meglepő eredményt hoz. A május elsejei népünnepélyen nem kevesebb, mint egymillió ember élteti Kádárt és az elnyomó kommunista rezsimet, ilyen sikerről pedig még álmodni sem mertek.